# Игнорисање проблема
Игнорисање проблема (лат. ignoratio elenchi) је логичка грешка која се дешава када аргумент нема никакве везе са постављеним питањем или дефинисаном темом. Аргумент и може бити валидан и закључак истинит, али се категоише као логичка грешка зато што нема везе са задатом темом разговора.

## Историја
Игнорисање проблема је логичка грешка коју је први уочио Аристотел, отац логике. Он тврди да су све остале логичке грешке на одређен начин овог типа. О логици пише у свом делу Органон.

## Примери
Саговорник 1: Требало би легализовати проституцију и законски је регулисати.
Саговорник 2: Ја мислим да би марихуану требало легализовати.
Могуће је да саговорник 2 има и валидне разлоге зашто то мисли, али његов оговор скреће с теме разговора који води.